# فيرفرد ليث (باكينجهامشير)
فيرفرد ليث (بالإنجليزية: Fairford Leys)‏ هي قرية تقع في المملكة المتحدة في إنجلترا. يقدر عدد سكانها بـ 4,858 نسمة .